# Danny Farquhar
Daniel Andres Farquhar (né le 17 février 1987 à Pembroke Pines, Floride, États-Unis) est un ancien lanceur de relève droitier des de la Ligue majeure de baseball.

## Carrière

### Ligues mineures
Joueur des Ragin' Cajuns de l'université de Louisiane à Lafayette, Danny Farquhar est repêché en dixième ronde par les Blue Jays de Toronto en 2008.
Le 17 novembre 2010, alors que Farquhar évolue dans les ligues mineures pour un club-école des Blue Jays, la franchise torontoise le transfère aux Athletics d'Oakland en compagnie d'un autre lanceur droitier, Trystan Magnuson, pour acquérir le voltigeur Rajai Davis. Farquhar est cependant rapatrié rapidement par les Jays, qui l'obtiennent des Athletics le 18 avril 2011 dans la transaction qui envoie à Oakland le lanceur gaucher David Purcey. 

### Blue Jays de Toronto
Danny Farquhar fait ses débuts dans le baseball majeur avec Toronto le 13 septembre 2011. Il dispute trois parties avec eux en fin de saison.

### Yankees de New York
Le 9 juin 2012, Farquhar est réclamé au ballottage par les Athletics d'Oakland. Le 26 juin suivant, toujours via le ballottage, il passe des A's aux Yankees de New York.

### Mariners de Seattle
Le 23 juillet 2012, Farquhar et D. J. Mitchell, un autre lanceur droitier, sont transférés aux Mariners de Seattle contre le voltigeur Ichiro Suzuki.
En 46 matchs en 2013, Farquhar présente une moyenne de points mérités de 4,20 en 55 manches et deux tiers lancées. Il réussit 79 retraits sur des prises, soit 12,8 par 9 manches lancées. Il remplace Tom Wilhelmsen comme stoppeur des Mariners au début août et réussit 16 sauvetages, le 2e plus haut total après les 24 de Wilhelmsen. Farquhar, dont les 3 décisions en 2013 sont des défaites, réalise son premier sauvetage le 3 août 2013 sur les Orioles de Baltimore.
Farquhar n'est pas de retour comme stoppeur pour Seattle en 2014, les Mariners ayant engagé durant l'hiver le vétéran Fernando Rodney pour remplir ce rôle. Le 27 avril 2014 contre les Rangers du Texas, Farquhar remporte sa première victoire dans les majeures.

### Rays de Tampa Bay
Le 5 novembre 2015, les Mariners de Seattle échangent Farquhar, le joueur d'utilité Brad Miller et le joueur de premier but Logan Morrison aux Rays de Tampa Bay contre le lanceur partant droitier Nate Karns, le lanceur de relève gaucher C. J. Riefenhauser et le voltigeur des ligues mineures Boog Powell.

### White Sox de Chicago
Farquhar est mis sous contrat par les White Sox de Chicago le 24 juillet 2017.